# Standardmjölk
Standardmjölk, även kallad vanlig mjölk och på förpackningen enbart mjölk, är den äldsta mjölktypen och innehåller i Sverige tre procent fett. Inom övriga EU innehåller motsvarigheten 3,5 procent fett. Standardmjölken infördes under andra världskriget så att den sänkta fetthalten kunde ge mer grädde till smör.
Standardmjölk lämpar sig bra till matlagning (exempelvis pannkakor och mjölkstuvade makaroner), bakning och i vispad form till kaffe latte.
I Finland och Norge kallas mjölk med 3,5 % fett för helmjölk, medan helmjölk i Sverige syftar på oskummad mjölk eller gammaldags mjölk med något högre fetthalt.

## Arlas standardmjölk
Arla säljer mjölken i tre olika förpackningar: 1,5 l, 1 l och 0,3 l.
1985 introducerade Arla färger för de olika mjölksorterna: blå för lättmjölk, grön för mellanmjölk och röd för standardmjölk. 
1990 tillkom minimjölk i gul förpackning. 

### Näringsvärde
Per 100 g Arla Standardmjölk
- Energivärde 260 kJ/60 kcal
- Protein 3,3 g
- Kolhydrat 5 g
- Fett 3 g
- Riboflavin 0,14mg 9% av RDI
- Vitamin B12 0,4 µg 40 % av RDI
- Kalcium 120 mg 15% av RDI
- Jod 14 µg 9% av RDI